# Liste des représentants des États-Unis pour le Delaware
Les représentants du Delaware sont les membres de la Chambre des représentants des États-Unis élus dans le district at-large du Delaware. De 1813 à 1823 le Delaware a élu deux représentants au sein de ce même district.

## Liste des représentants des États-Unis pour le Delaware

### 1813-1823
De 1813 à 1823, le Delaware élit deux représentants, dans l'unique district de l'État (district at-large).
| 1er siège    | 1er siège             | 1er siège   | 1er siège                         | 2e siège           | 2e siège              | 2e siège                                            | 2e siège                                                   |
| Représentant | Représentant          | Parti       | Mandat                            | Représentant       | Représentant          | Parti                                               | Mandat                                                     |
| ------------ | --------------------- | ----------- | --------------------------------- | ------------------ | --------------------- | --------------------------------------------------- | ---------------------------------------------------------- |
|              | Henry M. Ridgely (en) | Fédéraliste | 4 mars 1813 - 4 mars 1815 (2 ans) |                    | Thomas Cooper (en)    | Fédéraliste                                         | 4 mars 1813 - 4 mars 1817 (4 ans)                          |
|              | Thomas Clayton        | Fédéraliste | 4 mars 1815 - 4 mars 1817 (2 ans) |                    | Thomas Cooper (en)    | Fédéraliste                                         | 4 mars 1813 - 4 mars 1817 (4 ans)                          |
|              | Louis McLane          | Fédéraliste | 4 mars 1817 - 4 mars 1823 (6 ans) |                    | Willard Hall (en)     | Républicain-démocrate                               | 4 mars 1817 - 22 janvier 1821 (3 ans, 10 mois et 18 jours) |
|              | Louis McLane          | Fédéraliste | 4 mars 1817 - 4 mars 1823 (6 ans) | Caesar A. Rodney   | Républicain-démocrate | 4 mars 1821 - 24 janvier 1822 (10 mois et 20 jours) |                                                            |
|              | Louis McLane          | Fédéraliste | 4 mars 1817 - 4 mars 1823 (6 ans) | Daniel Rodney (en) | Fédéraliste           | 1er octobre 1822 - 3 mars 1823 (5 mois et 2 jours)  |                                                            |

### Depuis 1823
| Représentant            | Dates                             | Parti                             |
| ----------------------- | --------------------------------- | --------------------------------- |
| Louis McLane            | 4 mars 1817 – 3 mars 1827         | Fédéraliste                       |
| Louis McLane            | 4 mars 1817 – 3 mars 1827         | Crawford Federalist               |
| Louis McLane            | 4 mars 1817 – 3 mars 1827         | Jacksonian                        |
| Vacant                  | 3 mars 1827 – 2 octobre 1827      | 3 mars 1827 – 2 octobre 1827      |
| Kensey Johns, Jr.       | 2 octobre 1827 – 4 mars 1831      | Adams                             |
| Kensey Johns, Jr.       | 2 octobre 1827 – 4 mars 1831      | Anti- Jacksonian                  |
| John J. Milligan        | 4 mars 1831 – 4 mars 1839         | Anti-Jacksonian                   |
| John J. Milligan        | 4 mars 1831 – 4 mars 1839         | Whig                              |
| Thomas Robinson, Jr.    | 4 mars 1839 – 4 mars 1841         | Démocrate                         |
| George B. Rodney        | 4 mars 1841 – 4 mars 1845         | Whig                              |
| John W. Houston         | 4 mars 1845 – 4 mars 1851         | Whig                              |
| George R. Riddle        | 4 mars 1851 – 4 mars 1855         | Démocrate                         |
| Elisha D. Cullen        | 4 mars 1855 – 4 mars 1857         | Know Nothing                      |
| William G. Whiteley     | 4 mars 1857 – 4 mars 1861         | Démocrate                         |
| George P. Fisher        | 4 mars 1861 – 4 mars 1863         | Républicain                       |
| William Temple          | 4 mars 1863 – 28 mai 1863         | Démocrate                         |
| Vacant                  | 28 mai 1863 – 7 décembre 1863     | 28 mai 1863 – 7 décembre 1863     |
| Nathaniel B. Smithers   | 7 décembre 1863 – 4 mars 1865     | Républicain                       |
| John A. Nicholson       | 4 mars 1865 – 4 mars 1869         | Démocrate                         |
| Benjamin T. Biggs       | 4 mars 1869 – 4 mars 1873         | Démocrate                         |
| James R. Lofland        | 4 mars 1873 – 4 mars 1875         | Républicain                       |
| James Williams          | 4 mars 1875 – 4 mars 1879         | Démocrate                         |
| Edward L. Martin        | 4 mars 1879 – 4 mars 1883         | Démocrate                         |
| Charles B. Lore         | 4 mars 1883 – 4 mars 1887         | Démocrate                         |
| John B. Penington       | 4 mars 1887 – 4 mars 1891         | Démocrate                         |
| John W. Causey          | 4 mars 1891 – 4 mars 1895         | Démocrate                         |
| Jonathan S. Willis      | 4 mars 1895 – 4 mars 1897         | Républicain                       |
| L. Irving Handy         | 4 mars 1897 – 4 mars 1899         | Démocrate                         |
| John H. Hoffecker       | 4 mars 1899 – 16 juin 1900        | Républicain                       |
| Vacant                  | 16 juin 1900 – 6 novembre 1900    | 16 juin 1900 – 6 novembre 1900    |
| Walter O. Hoffecker     | 6 novembre 1900 – 4 mars 1901     | Républicain                       |
| L. Heisler Ball         | 4 mars 1901 – 4 mars 1903         | Républicain                       |
| Henry A. Houston        | 4 mars 1903 – 4 mars 1905         | Démocrate                         |
| Hiram R. Burton         | 4 mars 1905 – 4 mars 1909         | Républicain                       |
| William H. Heald        | 4 mars 1909 – 4 mars 1913         | Républicain                       |
| Franklin Brockson       | 4 mars 1913 – 4 mars 1915         | Démocrate                         |
| Thomas W. Miller        | 4 mars 1915 – 4 mars 1917         | Républicain                       |
| Albert F. Polk          | 4 mars 1917 – 4 mars 1919         | Démocrate                         |
| Caleb R. Layton         | 4 mars 1919 – 4 mars 1923         | Républicain                       |
| William H. Boyce        | 4 mars 1923 – 4 mars 1925         | Démocrate                         |
| Robert G. Houston       | 4 mars 1925 – 4 mars 1933         | Républicain                       |
| Wilbur L. Adams         | 4 mars 1933 – 3 janvier 1935      | Démocrate                         |
| John George Stewart     | 3 janvier 1935 – 3 janvier 1937   | Républicain                       |
| William F. Allen        | 3 janvier 1937 – 3 janvier 1939   | Démocrate                         |
| George S. Williams      | 3 janvier 1939 – 3 janvier 1941   | Républicain                       |
| Philip A. Traynor       | 3 janvier 1941 – 3 janvier 1943   | Démocrate                         |
| Earle D. Willey         | 3 janvier 1943 – 3 janvier 1945   | Républicain                       |
| Philip A. Traynor       | 3 janvier 1945 – 3 janvier 1947   | Démocrate                         |
| J. Caleb Boggs          | 3 janvier 1947 – 3 janvier 1953   | Républicain                       |
| Herbert B. Warburton    | 3 janvier 1953 – 3 janvier 1955   | Républicain                       |
| Harris B. McDowell, Jr. | 3 janvier 1955 – 3 janvier 1957   | Démocrate                         |
| Harry G. Haskell, Jr.   | 3 janvier 1957 – 3 janvier 1959   | Républicain                       |
| Harris B. McDowell, Jr. | 3 janvier 1959 – 3 janvier 1967   | Démocrate                         |
| Bill Roth               | 3 janvier 1967 – 31 décembre 1970 | Républicain                       |
| Vacant                  | 31 décembre 1970 – 3 janvier 1971 | 31 décembre 1970 – 3 janvier 1971 |
| Pierre du Pont IV       | 3 janvier 1971 – 3 janvier 1977   | Républicain                       |
| Thomas B. Evans, Jr.    | 3 janvier 1977 – 3 janvier 1983   | Républicain                       |
| Tom Carper              | 3 janvier 1983 – 3 janvier 1993   | Démocrate                         |
| Michael Castle          | 3 janvier 1993 – 3 janvier 2011   | Républicain                       |
| John C. Carney          | 3 janvier 2011 – 3 janvier 2017   | Démocrate                         |
| Lisa Blunt Rochester    | 3 janvier 2017 – 3 janvier 2025   | Démocrate                         |
| Sarah McBride           | Depuis le 3 janvier 2025          | Démocrate                         |

## Premières
- Lisa Blunt Rochester est la première femme et la première personne afro-américaine élue au Congrès pour le Delaware en 2016[1].
- Sarah McBride est la personne transgenre élue au Congrès des États-Unis en 2024[2].